# L'Orage (chanson de Georges Brassens)
Pour les articles homonymes, voir L'Orage.
Clip vidéo
[vidéo] « Georges Brassens - L'Orage », sur YouTube
[vidéo] « Georges Brassens (télévision) - L'Orage », sur YouTube
L'Orage est une chanson française de l'auteur-compositeur-interprète Georges Brassens, enregistrée en singles en 1959, extraits de son album Les Funérailles d'antan de 1960. Un des grands succès de sa carrière.

## Histoire
Cette chanson d'amour impromptue est écrite et composée par Georges Brassens avec « des jeux de mots et paroles poétiques humoristiques et espiègles à la Brassens » sur le thème « de son amour pour le mauvais temps et de son coup de foudre pour sa voisine, épouse d'un représentant d'une maison de paratonnerres, qui affolée un soir d'orage, vint lui réclamer ses bons offices... »,. 
Georges Brassens l'enregistre au Studio Blanqui de Paris, en s'accompagnant à la guitare, avec Victor Apicella (seconde guitare), et Pierre Nicolas à la contrebasse.

## Reprises et adaptations
Ce succès international, traduit en nombreuses langues, est repris par de nombreux interprètes, dont entre autres Joe Dassin et Michel Fugain (émission de télévision Numéro un de TF1, 1975), Graeme Allwright (The Thunderstorm, en anglais, album Graeme Allwright sings Georges Brassens, 1984), Renaud (album Renaud chante Brassens, 1996), Maxime Le Forestier (album Le Cahier (40 chansons de Brassens en public), 1998), Renan Luce (album Les Oiseaux de passage, 2001), Michel Jonasz (album Chanson française, 2007), Les Enfoirés (album Mission Enfoirés, 2017)...